# Мда (присілок)
Мда (рос. Мда) — присілок в Гдовському районі Псковської області Російської Федерації.
Населення становить 33 особи. Входить до складу муніципального утворення Спицинська волость.

## Історія
Від 2005 року входить до складу муніципального утворення Спицинська волость.

## Населення
| 2001 | 2002 | 2010 |
| ---- | ---- | ---- |
| 48   | ↗52  | ↘33  |